# Vicente Bellmunt
Vicente Bellmunt García (Villarreal, 28 de enero del 2000) es un futbolista español que se desempeña como guardameta en la A. D. Unión Adarve de Segunda Federación.

## Trayectoria
Formado en la cantera del Villarreal C. F., el 3 de agosto de 2020 firma por el C. D. Acero de Tercera División. Tras dos temporadas en el club, se marcha al Getafe C. F. para jugar en su filial de Tercera Federación, aunque realiza también la pretemporada con el primer equipo de Primera División.
Es convocado con el primer equipo para el partido correspondiente a la primera jornada frente al C. Atlético de Madrid que acabaría en derrota por 0-3.

## Clubes
Actualizado al último partido disputado el 11 de septiembre de 2022.
| Club                 | País   | Año        | Partidos |
| -------------------- | ------ | ---------- | -------- |
| Villarreal C. F. "C" | España | 2019-2020  | 0        |
| C. D. Acero          | España | 2020-2022  | 51       |
| Getafe C. F. "B"     | España | 2022-2024. | 9        |
| A. D. Unión Adarve   | España | 2024-act.  | 14       |